# 第18屆台北電影節
2016年台北電影節是在2016年6月30日至7月16日，於臺灣的台北市舉辦。電影大使：五月天石頭、許瑋甯。

## 簡介

### 競賽片
該入圍名單是定在5月10日正式公布，卻因為名單提前被網路駭客外洩於官網，所以主辦單位臨時於5月9日公布所有入圍名單。
- 劇情長片

| 片名             | 導演   |
| ---------------- | ------ |
| 《傻瓜向錢衝》   | 黃銘正 |
| 《屍憶》         | 謝庭菡 |
| 《衣櫃裡的貓》   | 曾英庭 |
| 《左耳》         | 蘇有朋 |
| 《只要我長大》   | 陳潔瑤 |
| 《菜鳥》         | 鄭文堂 |
| 《我的少女時代》 | 陳玉珊 |
| 《紅衣小女孩》   | 程偉豪 |
| 《樓下的房客》   | 崔震東 |
| 《失控謊言》     | 樓一安 |

- 紀錄片

| 片名               | 導演   |
| ------------------ | ------ |
| 《海的彼端》       | 黃胤毓 |
| 《翡翠之城》       | 趙德胤 |
| 《看不見的鬼島》   | 林泰州 |
| 《河北臺北》       | 李念修 |
| 《末代叛亂犯》     | 廖建華 |
| 《日曜日式散步者》 | 黃亞歷 |
| 《靈山》           | 蘇弘恩 |
| 《日日喃喃》       | 沈可尚 |
| 《門》             | 邱育南 |
| 《蘋果的滋味》     | 李惠仁 |

- 短片

| 片名                 | 導演     |
| -------------------- | -------- |
| 《禁止下錨》         | 曾威量   |
| 《巴利冰》           | 徐家誠   |
| 《世紀末的華麗》     | 沈可尚   |
| 《漫長告別》         | 王君弘   |
| 《給愛麗絲》         | 文二北投 |
| 《成吉思汗征服月球》 | 楊斯茜   |
| 《我要和你在一起》   | 王天佑   |
| 《妮雅的門》         | 廖克發   |
| 《一念》             | 李康生   |
| 《降生十二星座》     | 廖士涵   |

- 動畫片

| 片名               | 導演            |
| ------------------ | --------------- |
| 《褓母》           | 鍾劭君          |
| 《撞擊測試》       | 薛佑廷          |
| 《缺耳朵的人》     | 房星余、徐安妮  |
| 《森林秘境》       | 陳昱伶          |
| 《午》             | 楊子新          |
| 《詩篇73》         | 黃威凱          |
| 《病態建築症候群》 | 陳君典、 楊鎮宇 |
| 《春雨》           | 紀柏舟          |
| 《暗河》           | 吳德淳          |
| 《根．更》         | 陳柏謙          |

### 非競賽片
參展影片如下：
- 黑澤清《恐怖鄰人》
- 神木隆之介《地獄哪有那麼HIGH》
- 是枝裕和《比海還深》
- 趙德胤《翡翠之城》
- 王兵《德昂》
- 楊超《长江图》
- 郭臻、黃飛鵬、歐文傑、周冠威、伍嘉良《十年》

## 獲獎名單

### 台北電影獎
- 百萬首獎：《只要我長大》
- 最佳劇情長片：《只要我長大》
- 最佳紀錄片：《河北臺北》
- 最佳短片：《禁止下錨》
- 最佳動畫片：《撞擊測試》
- 最佳導演獎：陳潔瑤《只要我長大》
- 最佳編劇獎：黃亞歷《日曜日式散步者》
- 最佳男主角：黃河《紅衣小女孩》
- 最佳女主角：許瑋甯《紅衣小女孩》、 《失控謊言》、 《世紀末的華麗》
- 最佳男配角獎：莊凱勛《菜鳥》
- 最佳女配角獎：簡嫚書《菜鳥》
- 最佳新演員獎：陳宇、林晨皓、吳瀚業、黃瀞怡、曹世輝、柯曉龍、林金郎、高靖榕、葉瑋庭、莊春花《只要我長大》（全體新演員）
- 最佳音樂獎：林強《翡翠之城》
- 最佳剪輯獎：陳建志《只要我長大》
- 最佳攝影獎：趙非《左耳》
- 最佳聲音設計獎：黃亞歷、澎葉生《日曜日式散步者》
- 媒體推薦獎：《蘋果的滋味》
- 觀眾票選獎：《樓下的房客》
- 卓越貢獻獎：台北市紀錄片從業人員職業工會

### 國際新導演競賽
- 最佳影片：《海蒂不分類》
- 評審團特別獎：《寶貝守門員》
- 特別提及：《沙漠心風暴》
- 觀眾票選獎：《只要我長大》

## 外部連結
- 官方网站